# Сон Сійоль
Сон Сійоль (кор. 송시열, 宋時烈, 1607–1689) — корейський поет, політик, філософ-неоконфуціанець за династії Чосон. Відомий під іменами Уам (кор. 우암), Учже (кор. 우재), Хваяндонджу (кор. 화양동주).